# Reliquiario di sant'Afra
Il reliquiario di sant'Afra è una scultura in argento parzialmente dorato, pietre semipreziose e legno dorato (73×39×29 cm) attribuibile a un argentiere veneziano, databile al 1591 e conservata nel tesoro della chiesa di Sant'Afra di Brescia.

## Storia
Come dimostrato da Camillo Boselli nel 1978, rendendo noto un documento redatto da Alfondo Brognoli nel 1591, il reliquiario viene eseguito in questo anno in occasione della riconsegna, da parte della Quadra, delle reliquie di sant'Afra ai Canonici Lateranensi che officiavano la chiesa a lei intitolata.
Il basamento del reliquiario risale all'Ottocento, quando l'antica scultura argentea viene installata su un nuovo supporto in legno intagliato e in parte dorato.

## Descrizione
Il manufatto riproduce il busto della santa, rivestito da una ricca e raffinata veste dorata con inserti di pietre semipreziose. La testa, ben modellata, non presenta dorature ed è completata, in sommità, da un disco inclinato in forma di aureola.
Il basamento ligneo ottocentesco presenta varie cornici e decorazioni rilevate e dorate, in particolare quattro protomi angolari zoomorfe. Sul fronte, all'interno di un cartiglio da profilo mistilineo, si trova la scritta "D. APHRA", dorata su fondo rosso.

## Stile
Il reliquiario viene ampiamente trattato da Antonio Morassi nel 1939 e da Andriano Peroni nel 1964: in base alle analisi stilistiche dell'oggetto, entrambi i critici attribuivano l'opera ai Delle Croci e la datavano alla prima metà del XVI secolo, soprattutto per i tratti plastici e chiaroscurati che risentono di un gusto ancora pienamente rinascimentale. Anche il panneggio sembrava rimandare al reliquiario di sant'Anastasia, eseguito nel 1522-23 da Domenico Bellino, oggi al Museo archeologico nazionale di Cividale del Friuli.
La citata segnalazione del 1978 di Camillo Boselli, però, ribalta completamente le precedenti ipotesi: l'esecuzione dell'opera deve quindi essere posticipata di qualche decennio, portandola all'interno di una tradizione conservatrice e non più innovativa. Il Boselli conclude definendo il reliquiario "opera tecnicamente ammirevole, ma ormai priva di significato pregnante".
Si tratta, pertanto, di un'opera tardo rinascimentale, che nell'opulenza delle vesti, nell'uso di pietre come inserti e negli sbalzi a reticolo sembra preludere alcuni aspetti del barocco. I soli tratti veramente classicheggianti si possono trovare nel volto, definito da tratti scultorei, le cui caratteristiche fisiognomiche sono, tra l'altro, prese alla pari dall'immagine di Sant'Eufemia nella Pala di Sant'Eufemia del Moretto, originariamente conservata nella stessa chiesa.
Una ricerca sulla superficie del reliquiario ha portato alla scoperta di alcuni punzoni di attribuzione però sconosciuta, comunque riconducibili all'ambito veneziano.